# Пилот (M*A*S*H)
Пилот је прва епизода прве сезоне америчке војномедицинске драмедије M*A*S*H (срп. Меш). Пилот се први пут емитовао 17. септембра 1972. године на америчкој телевизијском каналу Си-Би-Ес. Епизоду је написао Лари Гелбарт који је добио задатак адаптирања M*A*S*H филма у телевизијску серију након његовог невиђеног комерцијалног успеха. Пилот је режиран од стране Џина Ренолдса који је такође био и продуцент серије.
Пилот је премијерно приказан 17. септембра 1972. године на каналу Си-Би-Ес у двадесет часова. Након премијере, поново је емитован првог и петог априла 1973. године.
Смештена током Корејског рата, радња Пилота прати капетана Бенџамина Френклина "Хокаја" Пирса (Алан Алда) и капетана "Трапера" Џона Франциса Ксавијера Мекинтајра (Вејн Роџерс), водеће хирурге у четири хиљаде седамдесет и седмој мобилној војној болници (енг. Mobile Army Surgical Hospital) који покушавају да скупе две хиљаде америчких долара да би исплатили школарину и пут у Америку за Хо-Џона, келнера и Хокајевог помоћника.
Уводна музичка тема је инструментална обрада песме "Suicide is painless" (срп. Самоубиство је безболно) која је коришћена у Меш филму. Инструментална верзија ове песме је коришћена зато што Си-Би-Ес није желео да емитује песму која у себи садржи реч "самоубиство".
Пилот епизода је номинована за два Емија за своју причу и режију. Џин Ренолдс је освојио награду Америчког удружења режисера (енг. Directors Guild of America) за режију серије.

## Радња
Пилот почиње приказом главних карактера, Бенџамина "Хокаја" Пирса, "Трапера" Џона Мекинтајера, и Валтера "Радара" О’Рајлија како играју голф. На екрану се појављује натпис КОРЕЈА, 1950. ПРЕ СТОТИНУ ГОДИНА. Грешком, једна од лоптица одлеће у минско поље и активира нагазну мину. Радар престаје са игром и обавештава о доласку хеликоптера који доводе рањенике. Након овога почиње уводна шпица серије. Пилот је једина епизода серије која не почиње директно уводом већ пре њега има садржај.
При повратку из операционе сале, хирург "Хокај" Пирс добија писмо да је његов помоћник Хо-Џон прихваћен у медицински факултет који је он раније похађао. Једини проблем је што Хокај и његов најбољи другар "Трапер" Џон Мекинтајер морају да скупе две хиљаде долара да плате школарину и пут до Америке, да би Хо-Џон могао да студира. Знајући да не могу да сакупе толико пара сами, Хокај убеђује Трапера да организују журку и лутрију за њихову војну јединицу, чија би награда била ексклузивно путовање за двоје у Токио, са најлепшом медицинском сестром у болници. Хокај и Трапер одлазе код свог надређеног, потпуковника Хенрија Блејка (Меклејн Стивенсон), и од њега траже дозволу да организују лутрију. Он одобрава њихову идеју, али је нервозан око њеног извођења. Касније, Хокај шармира поручника Марију "Диш" Шнајдер и успева да је убеди да буде пратња победнику лутрије. 
Хокај и Трапер се враћају свом шатору где их чека мајор Френк Бeрнс (Лари Линвил), хирург опседнут чином и потребом за моћи који не подноси чињеницу да су Хокај и Трапер бољи хирурзи од њега иако се не труде и не прате војне регулације. Бесан на подсмевања Хокаја и Трапера, Френк уништава њихов дестилатор за џин. Хокај и Трапер нападају Френка, стављају му торбу преко главе и избацују га из шатора. Блејк сазнаје за ова дешавања и забрањује журку, плашећи се да ће његов надређени генерал Хамонд сазнати за напад од Бeрнса. Блејк затим одлази у Сеул да се састане са генералом Хамондом и поставља Бeрнса као своју замену. Да би организовали журку у Блејковом одсуству, Хокај и Трапер седирају Бeрнса и покривају му главу медицинским завојем. Маргарет "Вруће Усне" Хулихан (Лорета Свит) не подржава организовање журке и тражи Бeрнса да би он могао да је заустави. Хулихан позива генерала Хамонда и захтева да он хитно дође у четири хиљаде седамдесет и седму војну болницу. 
За то време Хокај паузира журку да би могао да прогласи победника лутрије. Он обавештава јединицу да су заједно сакупили хиљаду и осамсто долара за Хо-Џонов пут и школарину, а затим "пуком срећом" извлачи оца Мулкахија као победника лутрије. Тачно у том тренутку, генерал Хамонд улази у камп и прекида журку.
Генерал Хамонд бесни на Хокаја и Трапера и прети им војним судом, али у том тренутку хеликоптери са повређеним канадским војницима слећу у болницу, и Хокај, Трапер, и Хамонд одлазе да помогну рањенима. Следећег јутра, након операција, Хамонд одлучује да не ухапси Хокаја и Трапера, одушевљен њиховим способностима у операционој сали. Он поручује Блејку да никако не изгуби њих двојицу, јер су одлични лекари. Хамонд одлази, а у том тренутку Хокај и Трапер излазе из операционе сале са лисицама на рукама, спремни да буду одведени у затвор.
На крају епизоде, као последња алузија на филм, глас на разгласу чита имена глумаца и улоге које су тумачили.

## Улоге

#### Главне улоге
- Алан Алда - капетан Бенџамин Френклин "Хокај" Пирс

- Вејн Роџерс - капетан "Трапер" Џон Мекинтајер
- Меклејн Стивенсон - потпуковник Хенри Блејк
- Лорета Свит - мајор Маргарет "Вруће Усне" Хулихан
- Лари Линвил - мајор Френк Бeрнс
- Гари Бургоф - млађи водник Валтер "Радар" О’Рајли

#### Споредне улоге
- Џи Вуд - бригадни генерал Хамонд
- Патрик Адиарте - Хо-Џон
- Карен Филип - поручник Марија "Диш" Шнајдер
- Џорџ Морган - поручник отац Францис Џон Патрик Мулкахи
- Тимоти Браун - капетан Оливер Хармон "Бацач копља"[9]

## Рецензије
Реакције критичара на пилот епизоду Меша биле су претежно позитивне. Критичари су хвалили Алдину и Роџерсову хемију, као и оштру (иако суптилну) критику рата у Вијетнаму који је у време емитовања епизоде још увек беснео. Већина негативних коментара били су усмерени необичном периоду емитовања серије (од осам до пола девет увече), који би могао проузроковати лошу гледаност.
Џон Џеј О'конор, новинар за Њујорк Тајмс о серији је рекао да је брзо темпирана, а касније је додао: "M*A*S*H би могао да буде велика иновација за телевизију. Или би се могао тихо увући у категорију 'Хоганових хероја'."
Сесил Смит, новинар за Лос Анђелес тајмс рекао је: "Као филм Меш и књига Меш, телевизијски Меш не одаје никакво поштовање према рату. [Меш] је освежавајућ на медијуму који обично своје ратове схвата озбиљно били они истина или измишљотина."
Кларенс Питерсен је за Чикаго трибјун рекао: "Као луда и забавна сатира живота у армији M*A*S*H ће одушевити било кога ко је провео барем осам недеља у обичном војном тренирању, а камоли оном који се борио у рату."
Дон Фриман имао је мање позитивну рецензију за Сан Дијего јунион: "Понекад је смешно, али са компресијом на пола сата промене расположења и тона су често превише нагле."
Теренс О’Флатери за Сан Франциско кроникл: "Када првобитна мучнина прође... пресмешно је."
Амерички веб-сајт Стакер, поставио је Пилот на деведесет и шесто место на њиховој листи сто најбољих епизода серије Меш.